# Neuzeit-Grotesk

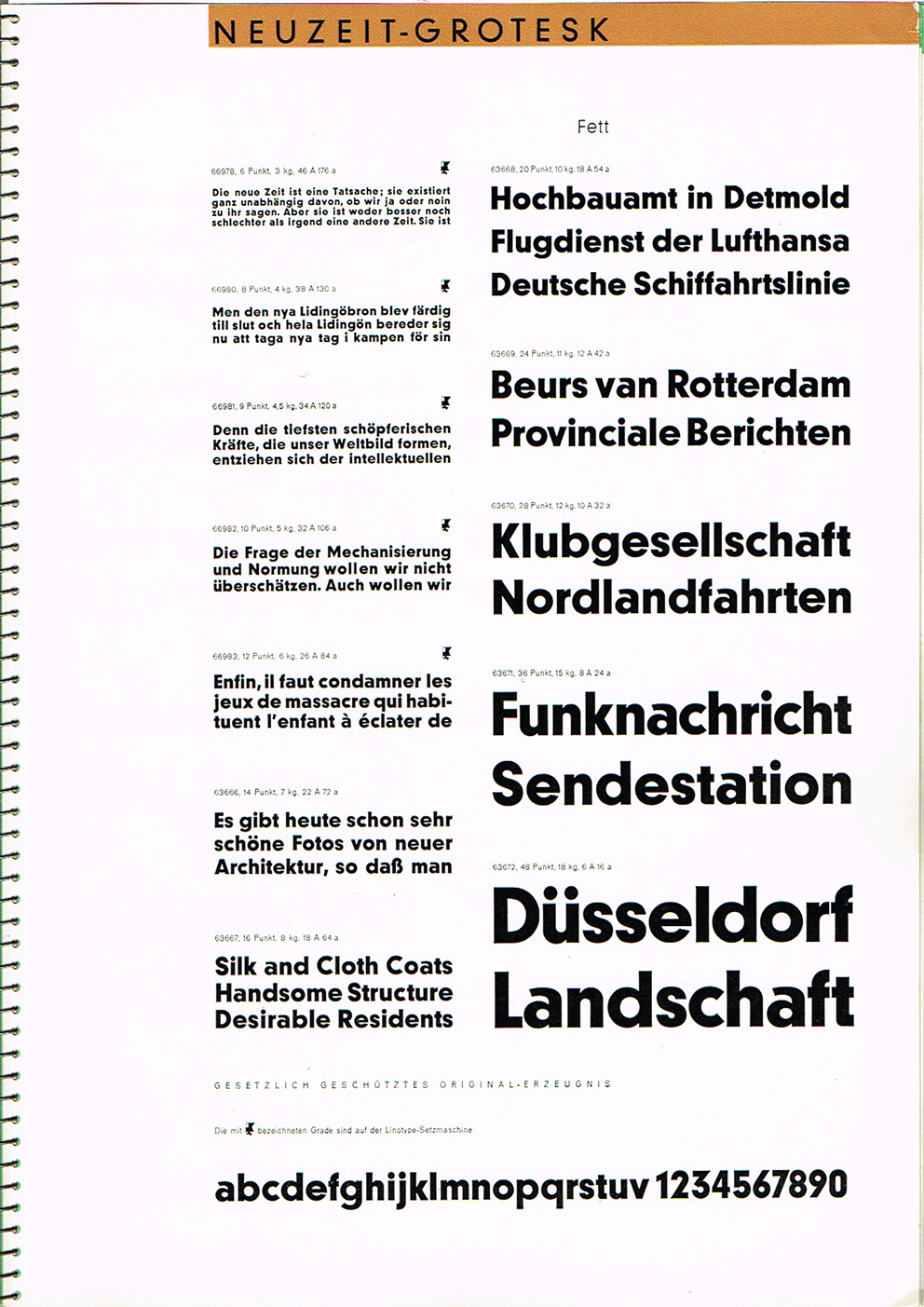
Neuzeit-Grotesk fett. D. Stempel AG, Frankfurt am Main 1928.

Neuzeit-Grotesk ist eine Grotesk-Schrift der Schriftgießerei D. Stempel AG in Frankfurt am Main. Sie kam als Hausschnitt unter Mitarbeit von Wilhelm C. Pischner sowohl für den Handsatz wie für den Maschinensatz auf den Linotype-Setzmaschinen 1928 auf den Markt. Die ersten Schriftschnitte waren Neuzeit-Grotesk mager, Neuzeit-Grotesk halbfett und Neuzeit-Grotesk fett. 1932 folgte der Schnitt Neuzeit-Grotesk leicht und 1939 folgten die Schnitte Neuzeit-Grotesk schmal fett und Neuzeit-Grotesk schmal halbfett.
In ihrer Schriftprobe Das Buch der Grotesk-Schriften wirbt die Stempel AG für die Neuzeit-Grotesk mit den Worten: „Eine gute, sachliche moderne Grotesk von vollendeter Formung und hohem Gebrauchswert, der in der Unpersönlichkeit und Allgemeingültigkeit ihrer Gestaltung begründet ist. Diese Schrift ergibt schöne, ruhig und sicher wirkende Schriftbilder.“

## Verwendung
Neuzeit-Grotesk war lange die Grundschrift für die Texte in der Bild-Zeitung aus der Axel Springer SE. Auch bei der Umstellung von Bleisatz auf Fotosatz Mitte der 1980er-Jahre wurde die Schrift beibehalten. Ende 2024 wurde sie durch Times Roman ersetzt.

## Einzelnachweise

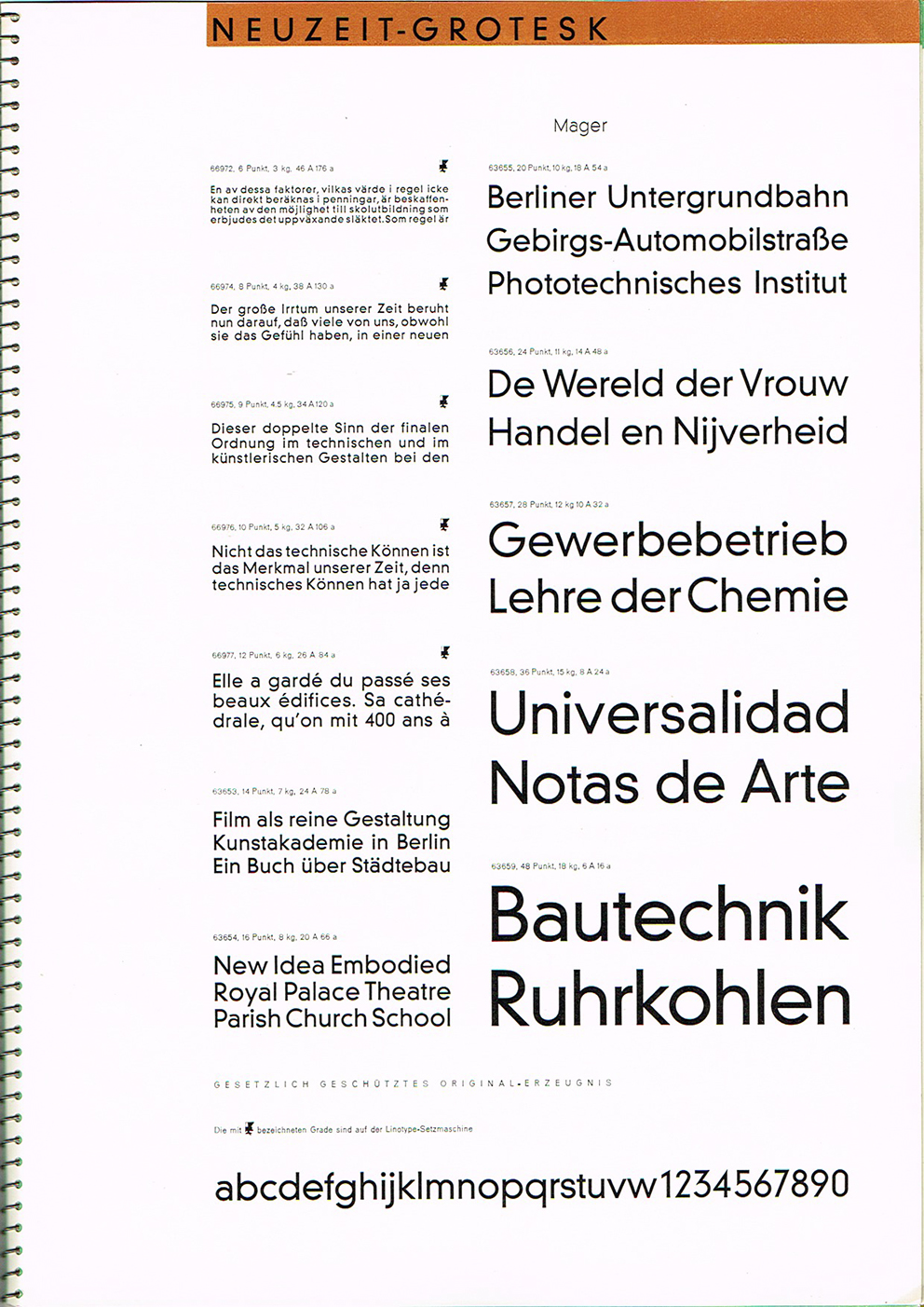
Neuzeit-Grotesk mager. D. Stempel AG, Frankfurt am Main 1928.